# Jánosi
Jánosi (vagy Rimajánosi) (szlovákul Rimavské Janovce) község Szlovákiában, a Besztercebányai kerület Rimaszombati járásában.

## Fekvése
Rimaszombattól 6 km-re délkeletre, a Rima folyó bal partján fekszik, az 531-es út mentén.

## Története
Területe ősidők óta lakott, határában bronzkori használati tárgyak, a hatvani kultúra emlékei kerültek elő.
A mai települést 1221-ben "Janus" néven említik először. Bencés monostortemplomát a 12. században építették román stílusban. A jánosi bencés apátságnak a 15. században 38 jobbágyportája volt. Kolostora az idők során nyomtalanul elpusztult, de a templom ma is áll. Egyes vélemények szerint itt másolták a híres Pray-kódexet és itt írták bele a Halotti beszédet is. 1427-ben az adóösszeírásban "Janosy" alakban szerepel. Ekkor 33 portája létezett. Később több nemesi család birtoka. A 16. században a töröknek fizetett adót. 1683-ban a török ellen vonuló lengyel-litván hadak dúlták fel, utána újra kellett telepíteni. 1837-ben 1276 lakosa volt. Lakói főként mezőgazdasággal foglalkoztak.
Vályi András szerint: "JÁNOSI Jeles magyar falu Gömör Várm. földes Urai több Urak, lakosai reformátusok, fekszik Rimaszombathoz közel, Felednek filiája. Itten szűlettetett vala Jánosi, a’ kinek gondatlansága miatt Fülek elhagyatott. Földgyei jók, el adásra alkalmatos helyei Rimaszombatban, Jólsván, és Rosnyón is, legelője, fája van, jó fazekakat is készítenek lakosai."
Fényes Elek geográfiai szótárában: "Jánosi, magyar falu, Gömör és Kis-Honth egyesült vmegyékben, Rimaszombathoz kelet-délre 1 órányira: 240 kath., 1036 ref. lak. Ref. anya-, kath. leány-szentegyház. Határja róna s gazdag termékenységü; dohányt, dinnyét sokat termeszt. Fő birtokos Szathmári Király, kinek itt derék lakháza van." Archiválva 2007. szeptember 27-i dátummal a Wayback Machine-ben
Gömör-Kishont vármegye monográfiája szerint: "Jánosi, rimavölgyi magyar kisközség, körjegyzőségi székhely, 265 házzal és 1373, nagyobbára ev. ref. vallású lakossal. 1427-ben a Jánosy család és a jánosi apát birtoka. A jánosi benczés apátságnak már ekkor 38 jobbágyportája volt a községben, a mi jelentőségének bizonyítéka. Az apátsági templom, stílszerűen restaurálva, maig is fennáll és egyike az ország legérdekesebb műemlékeinek. A Jánosyak, vagy Jánosfalvyak után a Fügedyek ezek után pedig az Abaffyak lettek a község birtokosai, később pedig a Dorogfiak, a br. Vécsey, Koós, Lévay, Fáy, Vajda, Vályi, Török, Szathmáry-Király, Borbély és a báró Nyáry családok. Most báró Nyáry Sándornak és a Sárközy örökösöknek van itt nagyobb birtokuk. A községben több régi kúria van, melyeket a Török, a Vályi és a Szathmáry-Király család építtetett. Ez utóbbi most báró Nyáry Sándoré. A ház homlokzatán Ferenczy szobrász érdekes csoportozata van elhelyezve, az ide tartozó parkban pedig ugyancsak Ferenczitől és Izsótól egy vasból öntött emlék, melynek talapzatát Izsó Miklós faragta. A XVIII. században Janosowce tót néven is emlegetik a községet. A mult században nevezetes dohány- és dinnyetermelő hely volt. Az apátsági templomon kívül a reformátusoknak is van itt templomuk, melynek hátsó része szintén árpádkori építmény s 1804-ben építették hozzá az elejét. A községhez tartoznak Martonvölgy, Letett, Petrus, Szilas, Cseres, Haraszt, Sárköz, Diós és Ivánfala puszták, melyek közül a két utóbbi hajdan szintén község volt. Ivánfala már 1427-ben mint a Jánosy család birtoka szerepel, Dió pedig Diófa néven 1413-ban a Derencsényiek birtoka. A község határában bronzkori tárgyakat leltek, melyek a rimaszombati múzeumba kerültek. A lakosok dal- és olvasó-egyletet tartanak fenn. A református egyház birtokában több, a XVII. századból való, szent-edény van. A községben van posta és vasúti megállóhely, távíró állomása pedig Feled."
A trianoni békeszerződésig Gömör-Kishont vármegye Feledi járásához tartozott. 1938 és 1944 között újra Magyarország része.

## Népessége
| Év:            | 1994. | 2004.   | 2014.   | 2024.    |
| -------------- | ----- | ------- | ------- | -------- |
| Emberek száma: | 1196  | 1236    | 1356    | 1495     |
| Eltérés:       |       | +3,34 % | +9,70 % | +10,25 % |

| Év:            | 2023. | 2024.   |
| -------------- | ----- | ------- |
| Emberek száma: | 1456  | 1495    |
| Eltérés:       |       | +2,67 % |

1880-ban 1265 lakosából 1205 magyar, 18 szlovák, 9 német anyanyelvű, 2 idegen és 31 csecsemő. 810 református, 399 római katolikus, 38 evangélikus, 17 zsidó és 1 görögkatolikus lakta.
A falunak 1910-ben 1269 lakosából 1220 magyar, 49 szlovák nemzetiségű. 690 református, 491 római katolikus, 68 evangélikus, 17 zsidó és 3 görögkatolikus lakta.
2001-ben 1207 lakosából 638 szlovák, 499 magyar és 63 cigány volt.
2011-ben 1319 lakosából 629 szlovák, 391 magyar és 147 cigány.
2021-ben 1373 lakosából 728 szlovák, 517 magyar (37,65%), 112 cigány, 4 cseh, 3 német, 9 ismeretlen származású.

## Nevezetességei

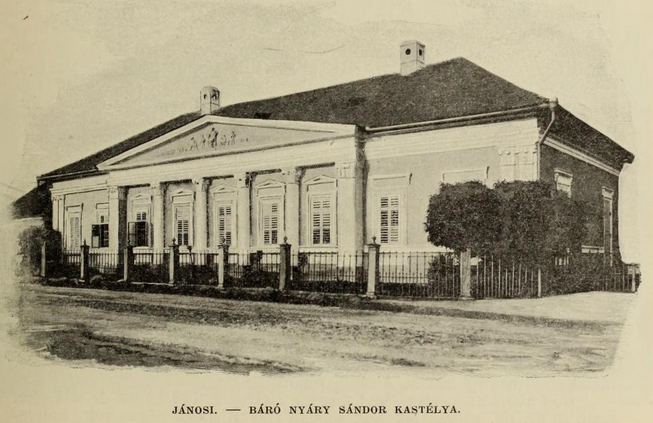
Nyáry Sándor kastélya (1903)

- Az apátsági templom 12. századi eredetű, a 19. század végén Schulek Frigyes és Storno Ferenc tervei szerint restaurálták. Freskóit Storno Ferenc festette.
- Református temploma 14. századi gótikus eredetű, 1804 és 1882 között teljesen átépítették.
- A faluban két klasszicista udvarház van. Közülük a Nyáry-kastélyon Ferenczy István domborműve volt látható, mely a második világháború alatt eltűnt. A másik, a Török-kastély szintén műemlék. A faluban még két másik kastély is áll, melyek a Varga és a Sárközi család tulajdonában voltak.

## Neves személyek
- Itt született 1750-ben Vályi Klára költőnő, akinek 1798-ban és 1807-ben két verseskötete is megjelent.
- Itt született 1923-ban Samu István magyar orvos, ideg- és elmegyógyász.
- Itt hunyt el 1882-ben Kovács Béla hírlapíró, költő.
- A közelben hunyt el 1889-ben Osváth István református lelkész.
- A község temetőjében látható Lenkey István 48-as honvéd százados síremléke.
- Itt volt lelkész Katona Mihály (1780–1842) református lelkész, a Tiszáninneni Református Egyházkerület esperese.
- Jánosi apát volt Rómer Flóris (1815–1889) régész, művészettörténész, a Magyar Tudományos Akadémia tagja, nagyváradi nagyprépost-kanonok.
- Itt volt nevelő Fábry János (1830–1907) muzeológus, botanikus, tanár, iskolaigazgató, múzeumigazgató.
- Itt élt Szenger Ede (1834-1904) orvos, sebész.
- Itt tanított Horkai Antal (1821-1875) elemi tanító.

## Külső hivatkozások
- Községinfó
- Jánosi Szlovákia térképén
- Jánosi a Gömöri régió honlapján
- E-obce.sk[halott link]